# Еллісон Беверидж
Еллісон Беверидж (англ. Allison Beveridge, нар. 1 червня 1993, Калгарі, Канада) — канадська велогонщиця, бронзова призерка Олімпійських ігор 2016 року.

## Виступи на Олімпіадах
| Олімпіада           | Дисципліна                    | Місце |
| ------------------- | ----------------------------- | ----- |
| Ріо-де-Жанейро 2016 | командна гонка переслідування | 3     |
| Ріо-де-Жанейро 2016 | омніум                        | 11    |

## Зовнішні посилання
- Еллісон Беверидж — олімпійська статистика на сайті Sports-Reference.com (англ.) (архівна версія)